# Christian Schacht
Christian Schacht (* 24. Juni 1976 in Karlsruhe) ist ein ehemaliger deutscher Sprinter, der sich auf den 100-Meter-Lauf spezialisiert hatte.
Er war vor allem als Staffelläufer erfolgreich. Mit der Mannschaft des LAZ Salamander Kornwestheim-Ludwigsburg wurde er 1999 und 2001 Deutscher Meister in der 4-mal-100-Meter-Staffel. Sein bestes Einzelresultat im 100-Meter-Lauf war der dritte Platz bei den Deutschen Meisterschaften 2000.
Der größte Erfolg in Schachts Karriere war der Gewinn der Bronzemedaille in der 4-mal-100-Meter-Staffel bei den Europameisterschaften 2002 in München. Die deutsche Mannschaft in der Aufstellung Ronny Ostwald, Marc Blume, Alexander Kosenkow, Christian Schacht hatte das Ziel ursprünglich in 38,88 s als Vierte hinter Großbritannien, der Ukraine und Polen erreicht. Die britische Staffel wurde jedoch nachträglich wegen eines Dopingvergehens ihres Läufers Dwain Chambers disqualifiziert, so dass die deutsche Mannschaft um einen Rang aufrückte. Diese Entscheidung fiel allerdings erst vier Jahre später. Schacht selbst hatte seine sportliche Laufbahn bereits zum Ende der Saison 2002 beendet, um sich auf sein Medizinstudium konzentrieren zu können.

## Bestleistungen
- 100 m: 10,38 s, 29. Juli 2000, Braunschweig